# Steffi Nerius

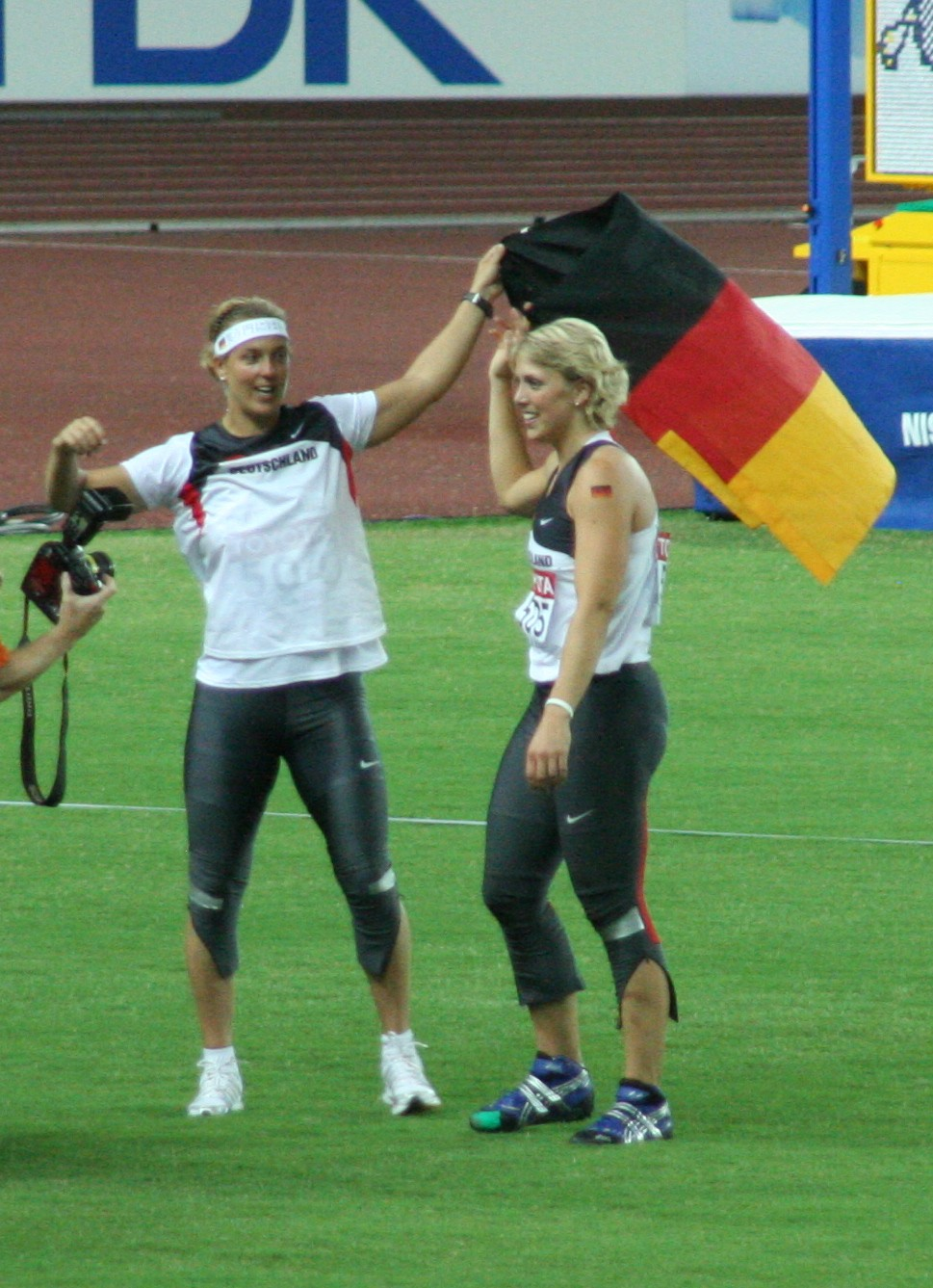
Steffi Nerius (stânga) cu Christina Obergföll

Steffi Nerius (n. 1 iulie 1972, Bergen auf Rügen, Mecklenburg-Pomerania Inferioară, RDG) este o fostă atletă germană, campioană mondială la aruncare cu sulița în anul 2009.

## Palmares
| An   | Competiție                               | Locație                   | Loc | Note     |
| ---- | ---------------------------------------- | ------------------------- | --- | -------- |
| 1991 | Campionatul European de Juniori (sub 20) | Thessaloniki, Grecia      | 3   | 54,60 m1 |
| 1993 | Campionatul Mondial                      | Stuttgart, Germania       | 9   | 60,26 m1 |
| 1995 | Campionatul Mondial                      | Göteborg, Suedia          | 11  | 56,50 m1 |
| 1996 | Jocurile Olimpice                        | Atlanta, Statele Unite    | 9   | 60,20 m1 |
| 1997 | Universiada                              | Catania, Italia           | 5   | 59,80 m1 |
| 1998 | Campionatul European                     | Budapesta, Ungaria        | 6   | 62,08 m1 |
| 1999 | Universiada                              | Palma de Mallorca, Spania | 4   | 58,76 m  |
| 1999 | Campionatul Mondial                      | Sevilla, Spania           | 16  | 58,43 m  |
| 2000 | Jocurile Olimpice                        | Sydney, Australia         | 4   | 64,84 m  |
| 2001 | Campionatul Mondial                      | Edmonton, Canada          | 5   | 62,08 m  |
| 2002 | Campionatul European                     | München, Germania         | 2   | 64,09 m  |
| 2003 | Campionatul Mondial                      | Paris, Franța             | 3   | 62,70 m  |
| 2004 | Jocurile Olimpice                        | Atena, Grecia             | 2   | 65,82 m  |
| 2005 | Campionatul Mondial                      | Helsinki, Finlanda        | 3   | 65,96 m  |
| 2006 | Campionatul European                     | Göteborg, Suedia          | 1   | 65,82 m  |
| 2007 | Campionatul Mondial                      | Osaka, Japonia            | 3   | 64,42 m  |
| 2008 | Jocurile Olimpice                        | Beijing, China            | 4   | 65,29 m  |
| 2009 | Campionatul Mondial                      | Berlin, Germania          | 1   | 67,30 m  |

1suliță veche

## Recorduri personale
| Probă        | Performanță | Dată           | Locație |
| ------------ | ----------- | -------------- | ------- |
| Suliță       | 68,34 m     | 31 august 2008 | Elstal  |
| Suliță veche | 69,42 m     | 10 august 1996 | Monaco  |